# 1339-1330 v.Chr.
De jaren 1339-1330 v.Chr. (van de christelijke jaartelling) zijn een decennium in de 14e eeuw v.Chr..

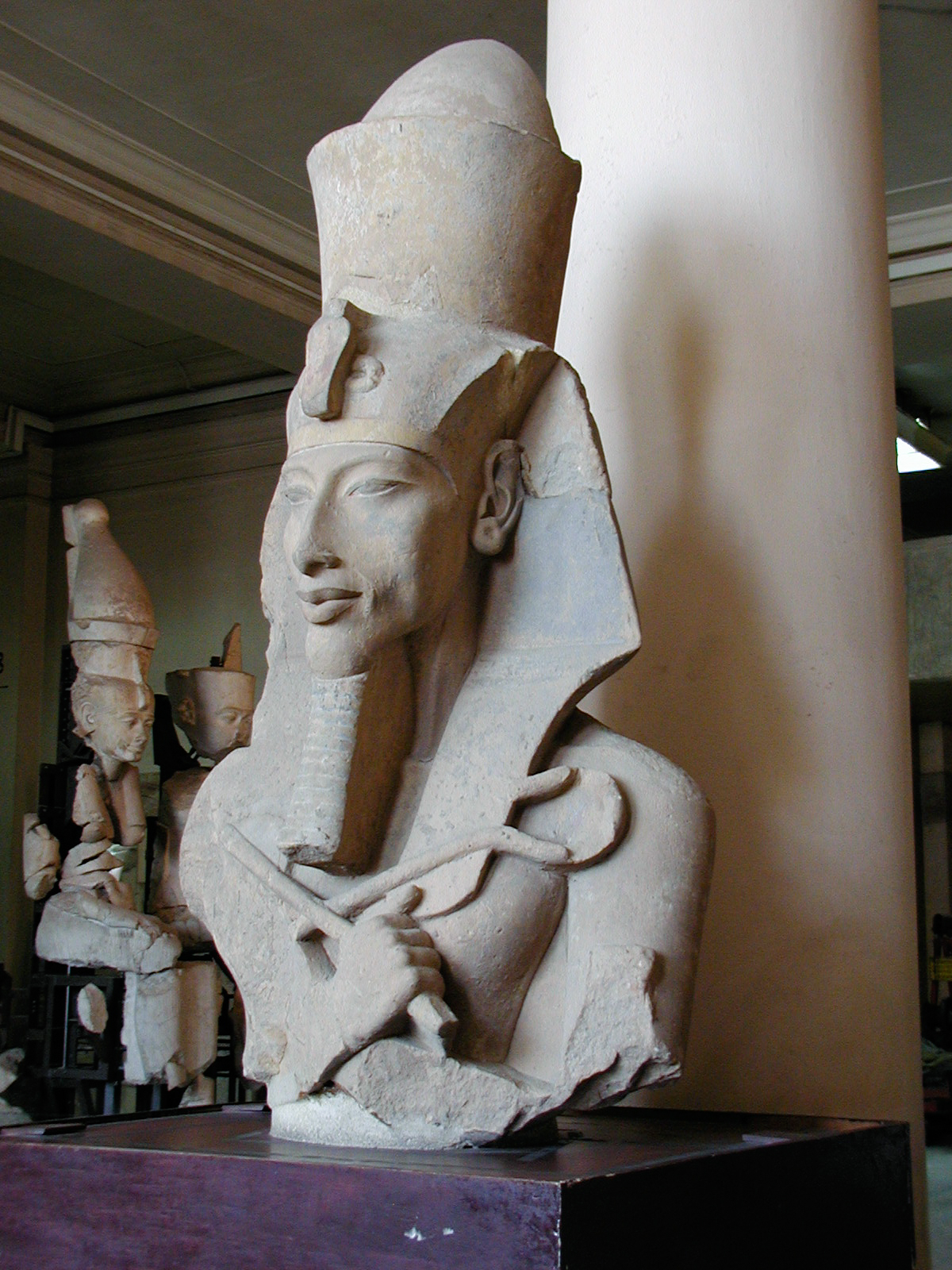
Farao Amenhotep IV (Achnaton)

## Gebeurtenissen

### Klein-Azië
- 1339 v.Chr. - Koning Suppiluliuma I verovert na de val van Mitanni vrijwel geheel Syrië.
- 1335 v.Chr. - Het rijk van de Hurrieten wordt ingelijfd bij het Hettitische Rijk.

### Egypte
- 1339 v.Chr. - Farao Amenhotep IV verliest door de religieuze politiek de steun van het Egyptische leger.
- 1337 v.Chr. - Amenhotep IV benoemd Smenchkare tot mede-koning (mogelijk is dit koningin Nefertiti).
- 1333 v.Chr. - Koning Toetanchamon (1333 - 1323 v.Chr.) de elfde farao van de 18e dynastie van Egypte.
- Onder leiding van generaal Horemheb en hogepriester Ay wordt besloten naar Thebe terug te keren.
- Maya, de minister van financiën, wordt benoemd tot het hoge ambt van "opzichter van het schathuis".
- 1330 v.Chr. - Toetanchamon en zijn echtgenote Anchesenamon laten de oude goden in ere herstellen.

### Mesopotamië
- 1333 v.Chr. - Koning Kurigalzu II (1333 - 1308 v.Chr.) van Karduniaš volgt Burnaburiaš II op.
- 1330 v.Chr. - Kurigalzu II is een energiek heerser van het anders vrij vredelievende Karduniaš.

### Assyrië
- 1330 v.Chr. - Koning Enlil-nirari (1330 - 1320 v.Chr.) regeert over het Assyrische Rijk.

<< · 1399-1390 · 1389-1380 · 1379-1370 · 1369-1360 · 1359-1350 · 1349-1340 · 1339-1330 · 1329-1320 · 1319-1310 · 1309-1300 · >>